# Кубок Таїланду з футболу 2023—2024
Кубок Таїланду з футболу 2023-24 — 31-й розіграш кубкового футбольного турніру в Таїланді.

## Календар
| Раунд                 | Дата             | Матчі | Клуби   |
| --------------------- | ---------------- | ----- | ------- |
| Кваліфікаційний раунд | 4 жовтня 2023    | 31    | 95 → 64 |
| 1/32 фіналу           | 1 листопада 2023 | 32    | 64 → 32 |
| 1/16 фіналу           | 20 грудня 2023   | 16    | 32 → 16 |
| 1/8 фіналу            | 28 лютого 2024   | 8     | 16 → 8  |
| 1/4 фіналу            | 10 квітня 2024   | 4     | 8 → 4   |
| 1/2 фіналу            | 8 травня 2024    | 2     | 4 → 2   |
| Фінал                 | 15 червня 2024   | 1     | 2 → 1   |

## 1/8 фіналу
| Команда 1             | Рахунок      | Команда 2                        |
| --------------------- | ------------ | -------------------------------- |
| 28 лютого 2024        |              |                                  |
| Удон Юнайтед (3)      | 1:1 пен. 4:3 | Сурін Сіті (3)                   |
| Самут Сахон Сіті (3)  | 2:2 пен. 5:4 | Чіангмай Юнайтед (2)             |
| Прачуап               | 1:1 пен. 2:4 | Лампхун Ворріорс                 |
| Сукхотхай             | 3:1          | Сайміт Кабін Юнайтед (3)         |
| Пхітсанулок Юніті (3) | 0:1 дч       | Драгон Патхумван Канчанабурі (2) |
| Сонгкхла (3)          | 2:2 пен. 4:5 | Бангкок Юнайтед                  |
| Бангкок (3)           | 5:4          | Бурірам Юнайтед                  |
| Чонбурі               | 2:1          | Накхон Патхом Юнайтед            |

## 1/4 фіналу
| Команда 1                        | Рахунок      | Команда 2        |
| -------------------------------- | ------------ | ---------------- |
| 10 квітня 2024                   |              |                  |
| Удон Юнайтед (3)                 | 1:1 пен. 5:3 | Чонбурі          |
| Самут Сахон Сіті (3)             | 3:3 пен. 3:2 | Бангкок (3)      |
| Драгон Патхумван Канчанабурі (2) | 2:0          | Сукхотхай        |
| Бангкок Юнайтед                  | 1:0          | Лампхун Ворріорс |

## 1/2 фіналу
| Команда 1                        | Рахунок | Команда 2            |
| -------------------------------- | ------- | -------------------- |
| 8 травня 2024                    |         |                      |
| Драгон Патхумван Канчанабурі (2) | 3:1     | Самут Сахон Сіті (3) |
| Бангкок Юнайтед                  | 5:0     | Удон Юнайтед (3)     |

## Фінал
| Команда 1       | Рахунок      | Команда 2                        |
| --------------- | ------------ | -------------------------------- |
| 15 червня 2024  |              |                                  |
| Бангкок Юнайтед | 1:1 пен. 4:1 | Драгон Патхумван Канчанабурі (2) |